# Banyuls-dels-Aspres
Banyuls-dels-Aspres település Franciaországban, Pyrénées-Orientales megyében. Lakosainak száma 1397 fő (2022. január 1.). Banyuls-dels-Aspres Saint-Jean-Lasseille, Brouilla, Villelongue-dels-Monts, Montesquieu-des-Albères, Tresserre és Villemolaque községekkel határos.

## Földrajz

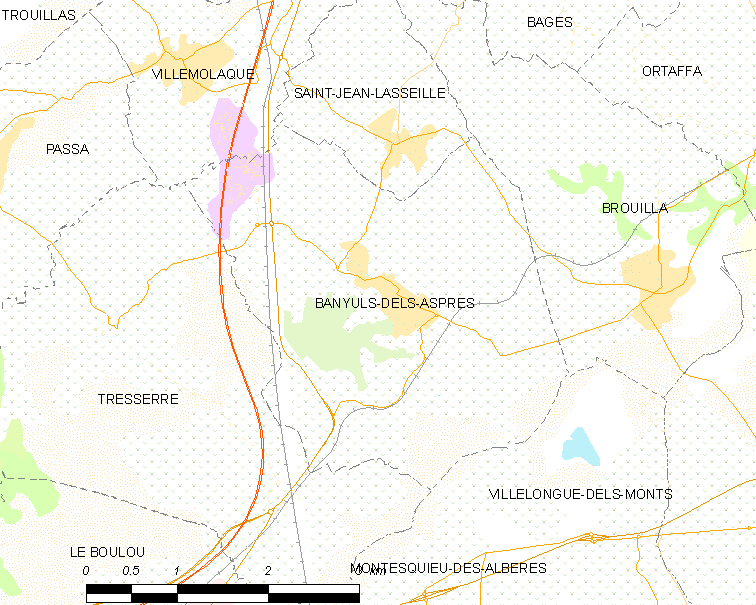
Banyuls-dels-Aspres térkép

## Népesség
A település népességének változása:
| Lakosok száma | 1257 | 1247 | 1275 | 1259 | 1265 | 1271 | 1289 | 1310 | 1397 |
|               | 2013 | 2015 | 2016 | 2017 | 2018 | 2019 | 2020 | 2021 | 2022 |